# Кнели из костного мозга

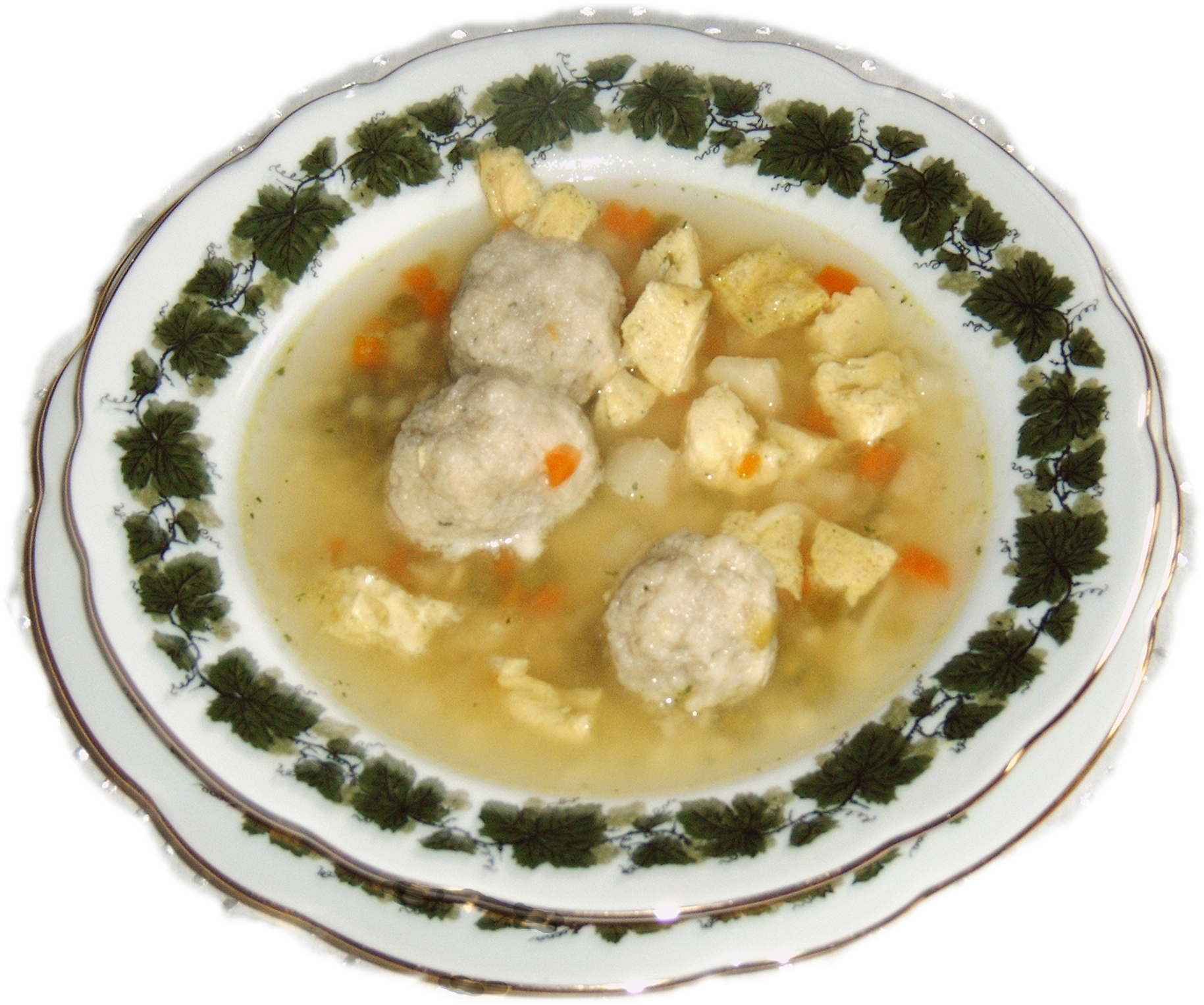
Суп с кнелями из костного мозга

Кнели из костного мозга (нем. Markklößchen, Markknödel) — небольшие клёцки из белого хлеба и говяжьего или телячьего костного мозга, которые обычно являются ингредиентом немецких или австрийских супов.
Для приготовления кнелей костный мозг предварительно вымачивают и измельчают на мясорубке или протирочном сите. Полученную массу смешивают с куриным яйцом и мукой, панировочными сухарями или белым хлебом. Типичные пряности для кнелей из костного мозга — соль, чёрный и душистый перец и мускатный орех, а также рубленая петрушка. Из вымешанной массы формуют небольшие клёцки круглой или продолговатой формы. Клёцки отваривают в подсоленной воде или бульоне.